# Algida

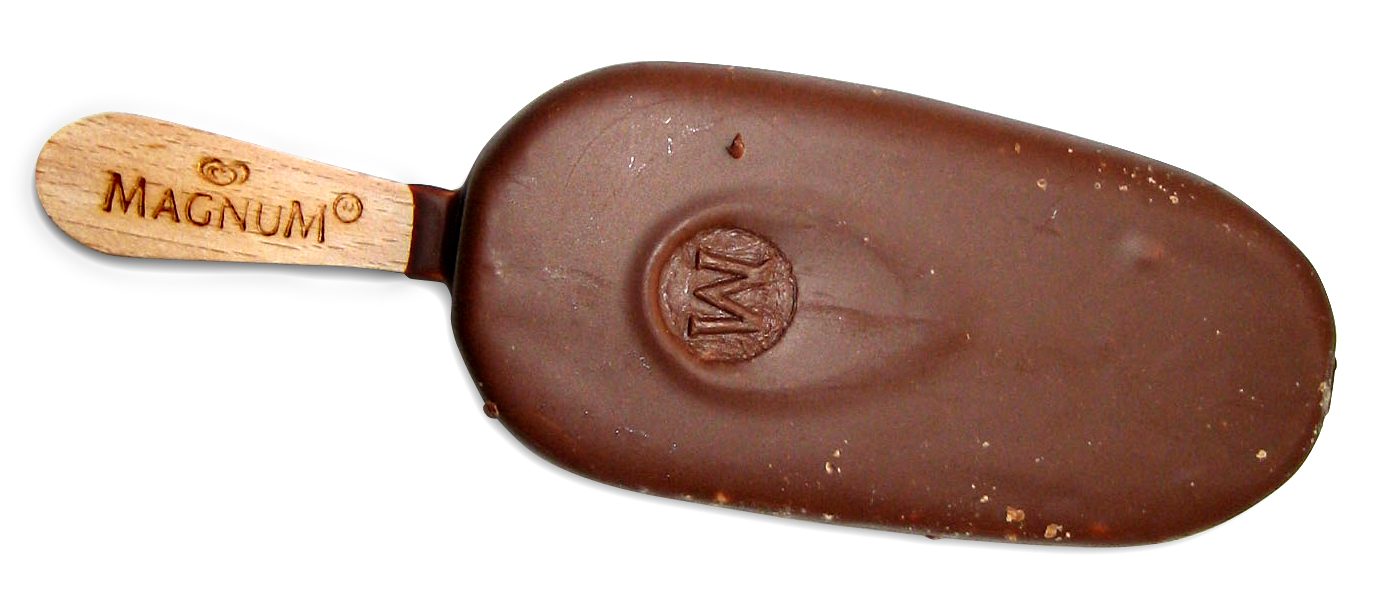
Înghețată Magnum

Algida (Iubește Înghețata) este o marcă a Unilever specializată în comercializarea de înghețată în Româniași în majoritatea țărilor din estul Europei, originea brandului fiind Italia.
În fiecare țară unde firma este răspândită are un nume diferit, cea mai veche afacere din portofoliul Unilever care are ca obiect de activitate vânzarea de înghețată fiind cea britanică sub marca Wall's.
Marca umbrelă a întregului portofoliu de înghețată a Unilever se numește HB sau Heart Brand și are ca logo o Inimă spiralată.

## Poveste
În 1913 la Londra, Richard Wall încearcă să extindă afacerea familiei de plăcinte cu carne.După încercările de vânzare eșuate,cineva l-a sfătuit să încerce o afacere cu înghețată.Astfel a creat marca Wall’s și a început să comercializeze înghețată în centrul londonez,într-o mașină.
Compania a fost cumpărată în 1920 de către Macfisheries care a vândut-o doi ani mai târziu unei alte companii-Lever Brothers. Începând cu momentul respectiv, a început și producția la o scară mare.În anii 50’ firma crește în mod exponențial;își prezintă produsele în multe supermarketuri și în același timp lansează campanii publicitare TV.
În anii 70’ aromele și formele înghețatelor sunt unele inovatoare și cuceresc din ce în ce mai mulți cumpărători,lucru care nu s-a schimbat foarte mult până în zilele noastre.

## Această marcă în lume
Una dintre caracteristicile cele mai celebre ale firmei Algida este faptul că numele diferă în funcție de țară:
- Algida (Grecia, Italia, România, Polonia, Rusia, Slovacia, Turcia și Ungaria)
- Bresler (Chile)
- Eskimo (Slovenia, Croația, Austria și Republica Cehă)
- Frigo (Spania)
- Frisko (Danemarca)
- GB Glace (Finlanda și Suedia)
- Strauss (Israel)
- HB Ice cream (Irlanda)
- Holanda (Mexic și America Latină)
- Kibon (Brazilia)
- Kwality Wall's (India)
- Langnese (Germania)
- Miko (Franța)
- Gelados Olá sau Ola (Portugalia, Olanda, Africa de Sud și Belgia)
- Lusso (Elveția)
- Streets (Australia)
- Tio Rico (Venezuela)
- Wall’s (ice cream) (Regatul Unit, China și Pakistan)
- Good Humor (SUA)

## Sortimente autohtone de înghețată

### Magnum
- Magnum Classic
- Magnum White
- Magnum Almond (cu migdale)
- Magnum Ruby (cu boabe de cacao ruby)

### Big Milk
- Big Milk Vanilla
- Big Milk Căpșuni
- Big Milk Ciocolapte
- Big Milk Caramel

### Viennetta
- Viennetta Vanilla
- Viennetta Chocolate

### Înghețata Napoca
- Napoca Premium Ciocolată-Migdale
- Napoca Premium Struguri
- Napoca cu mentă (desființată)
- Napoca White
- Napoca Lux
- Napoca Classic
- Napoca Val Vârtej Iaurt-Cireșe
- Napoca Val Vârtej Cappucino
- Vafă Vanilie
- Vafă Ciocolată
- Scufița Roșie
- Cornet Napoca Vanilie
- Cornet Napoca Ciocolată
- Panda
- Șugubăț
- WOW
- Pahar Căpșuni-Frișcă
- Pahar Ciocolată-Vanilie
- Pahar Ice Coffee-Caramel
- Pahar Sorbet Fructe de Pădure
- Mousse Cafea
- Mousse Cicolată Trufe
- Mousse Căpșuni și Vată de Zahăr
- Scărișoara
- Poftă de Ciocolată
- Poftă de Struguri
- Poftă de Caramel
- Poftă de Lapte de Pasăre
- Poftă de Căpșuni și Lapte
- Mi-e gândul la…
- Rulada Regina Classic

### Calippo
- Calippo Lime

### Carte d’Or
- Carte d’Or Crema di Mascarpone
- Carte d’Or Tiramisu
- Carte d’Or Muffin
- Carte d’Or Stracciatella
- Carte d’Or Creme Caramel
- Carte d’Or Triple Chocolate

### Kolorki
- Kolorki Wampirki

### Twister
- Twister Green
- Twister Orange
- Twister Threester

### Cornetto
- Cornetto Classic
- Cornetto Choco

### Cucciolone Cooky
- Cucciolone